# Аминева, Флюра Миргалиевна
Флюра Миргалиевна Аминева (5 июля 1928—2011) — ветеран колхозного производства, чабан, Герой Социалистического Труда.

## Биография
Родилась 5 июля 1928 года в с. Верхний Чат (ныне — Янаульского района Башкирии).
Трудиться начала в 1939 г. в колхозе имени Шагита Худайбердина Янаульского района БАССР. С ноября 1943 г. по октябрь 1947 г. работала свинаркой, телятницей, с октября 1947 г. — чабаном, старшим чабаном колхоза.
Ф. М. Аминева добивалась значительных производственных показателей. В 1964 г. от закрепленных 250 овцематок получила и вырастила 150 ягнят на 100 маток и настригла в среднем по 3,2 килограмма шерсти от одной овцы. В 1965 г. от 250 овцематок получила 145 ягнят на 100 маток и настригла по 3,3 килограмма шерсти. С её группы овец валовой настриг шерсти в 1964 г. составил 8,07 центнера, в 1965 г. — 8,27 центнера.
За достигнутые успехи в развитии животноводства, увеличение производства и заготовок мяса, молока, шерсти и другой продукции Указом Президиума Верховного Совета СССР от 22 марта 1966 г. Ф. М. Аминевой присвоено звание Героя Социалистического Труда.
С января 1968 г. работала заведующей овцеводческой товарной фермой № 1. С октября 1972 г, — на пенсии по болезни. С июля 1981 г. — кочегар овцеводческой товарной фермы № 1. С июля 1987 г. — на пенсии.
Депутат Верховного Совета Башкирской АССР седьмого созыва (1967—1971). Делегат III Всесоюзного съезда колхозников (1969).
Жила в Янаульском районе Башкортостана.

## Награды
- Герой Социалистического Труда (1966).
- Награждена орденом Ленина (1966)